# Natatolana valida
Natatolana valida är en kräftdjursart som först beskrevs av Hale 1940.  Natatolana valida ingår i släktet Natatolana och familjen Cirolanidae. Inga underarter finns listade i Catalogue of Life.